# Prospectie (geologie)
Prospectie is het onderdeel van de geologie dat zich bezighoudt met het zoeken naar mineralen, kostbare metalen, fossielen en andere minerale elementen. Prospectie is te vergelijken met de minerale exploratie, die georganiseerd en op grote schaal zoekt naar delfstoffen die van commercieel belang zijn voor bepaalde bedrijven. Wie professioneel prospectie wil uitvoeren moet de status van prospector dragen. Een prospector heeft een fysiek behoorlijk zware taak. 

## Goud
In de Verenigde Staten en Canada werden de prospectors verlokt door de belofte van goud, zilver, en andere kostbare metalen. Zij reisden over de bergen van het Amerikaanse Westen. Andere prospectors zochten canyons en de berggebieden op, waar ze nauwelijks een rots verlegden. De meerderheid van vroege prospectors had geen opleiding en baseerde zich hoofdzakelijk op geluk om waardevolle voorwerpen te vinden. Andere goudstormlopen kwamen in Papoea-Nieuw-Guinea, Australië (minstens vier keer), Zuid-Afrika en Zuid-Amerika voor.

## Moderne prospectie
De moderne prospector studeert geologie en specialiseert zich in de prospectie. De kennis van de vroegere prospectie op een gebied helpt in het bepalen van de plaats van nieuwe prospectieve gebieden. Prospectie omvat geologische afbeeldingen, de analyse van de rotsanalyse en soms de intuïtie van de prospector.